# 2274 Ehrsson
2274 Ehrsson eller 1976 EA är en asteroid upptäckt 2 mars 1976 av den svenske astronomen Claes-Ingvar Lagerkvist vid Kvistabergs observatorium. Asteroiden har fått sitt namn efter en vän till Lagerkvist.